# Jef Lee Johnson
Jefree Lee Johnson (Philadelphia, 26 juni 1958 - aldaar, 28 januari 2013) was een Amerikaanse gitarist en zanger van de blues, fusion, funk en jazz.

## Biografie
Jef Lee Johnson groeide op in Germantown. Zijn eerste optreden had hij in de kerk van zijn grootvader. Verschillende muzikanten als Herb Alpert, Eric Dolphy en Vanilla Fudge beïnvloeden hem al vroeg, daarna concentreerde hij zich op de fusionmuziek van de jaren 1970 en de Chicago blues. Na optredens met garagebands verhuisde hij naar New York en speelde hij tijdens de jaren 1990 in het milieu van Ronald Shannon Jackson en Jamaaladeen Tacuma. Jacksons A&R bezorgde hem een solocontract en in 1996 verscheen zijn debuutalbum Blue. Er volgde een reeks soloalbums en in 2001 een trioalbum met Sonny Thompson en Michael Bland.
In de loop van zijn carrière werkte hij onder andere met James Carter, Rachelle Ferrell, McCoy Tyner, Esperanza Spalding, Michel Portal en George Duke, maar ook met popmuzikanten als Aretha Franklin, Billy Joel en Phyllis Hyman. Bovendien ging hij op tournee met Erykah Badu en in 2000 met D'Angelo. In 2003 formeerde hij de band Ursus Minor met François Corneloup, Tony Hymas en David King, waarmee de albums Zugzwang (2003), Nucular (2005) en Coup de sang (2006) ontstonden. Hij is ook te horen bij opnamen van Rob Reddy en Ben Schachter. In 2008 werkte hij mee bij het tributealbum Rediscovering van Lonnie Johnson. In 2009 bracht hij een album uit met songs van Bob Dylan (The Zimmerman Shadow). Hij was in zijn geboortestad lid van de formaties Gutbucket en The Soultronics.

## Overlijden
Jef Lee Johnson overleed in januari 2013 op 54-jarige leeftijd.

## Discografie
- 1997: Communion (DIW Records)
- 2000: The Singularity (Dreambox Media)
- 2001: Jef Lee Johnson, Sonny Thompson, Michael Bland – News from the Jungle (Universal Music)
- 2001: Hype Factory (Dreambox Media)
- 2003: Laughing Boy (Dreambox Media)

- Bibliothèque nationale de France: cb141908766 (data)
- Gemeinsame Normdatei: 135337887
- International Standard Name Identifier: 0000 0000 5518 1591
- Library of Congress Control Number: no00021131
- MusicBrainz: 306d6a57-2b04-4187-b59d-8ff2ae64be5a
- Nationale Bibliotheek van Israël: 987007402245205171
- Virtual International Authority File: 78149196262374790715